# Museo de Historia de Ereván

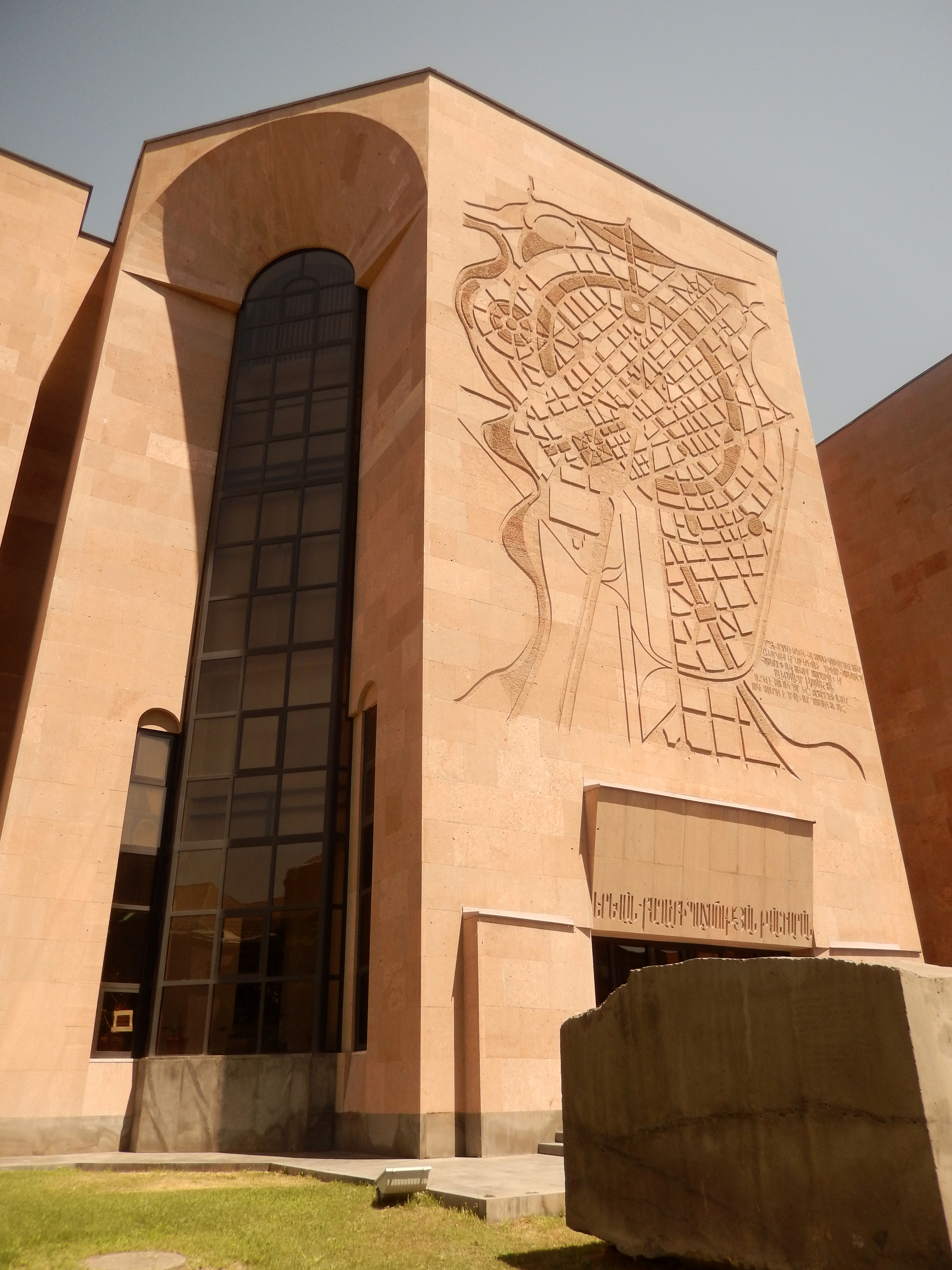
Fachada del museo.

El Museo de Historia de Ereván (en armenio: en armenio: Երևանի Պատմության Թանգարան; Yerevani Patmut'yan T'angaran) es el museo de historia de Ereván, la capital de Armenia. El museo fue fundado en 1931 como Museo Comunal. Actualmente, el museo se encuentra en un edificio anexo al Ayuntamiento de Ereván. El arquitecto del edificio fue Jim Torosyan.

## Historia
A partir de 1931, el museo se ubicó en dos salas en el segundo piso del edificio del Departamento de Bomberos de Ereván, y en 1936 se trasladó a la Mezquita Azul (Gyoy-Djami). De 1994 a 1997, el museo estuvo ubicado en el antiguo Gimnasio Femenino Hripsime. De 1997 a 2005, el museo funcionó en uno de los edificios de la escuela N1 que lleva el nombre de Stepan Shahoumian. En 2005, el museo se estableció en un nuevo edificio; forma un complejo arquitectónico junto con el Ayuntamiento de Ereván.

## Colección

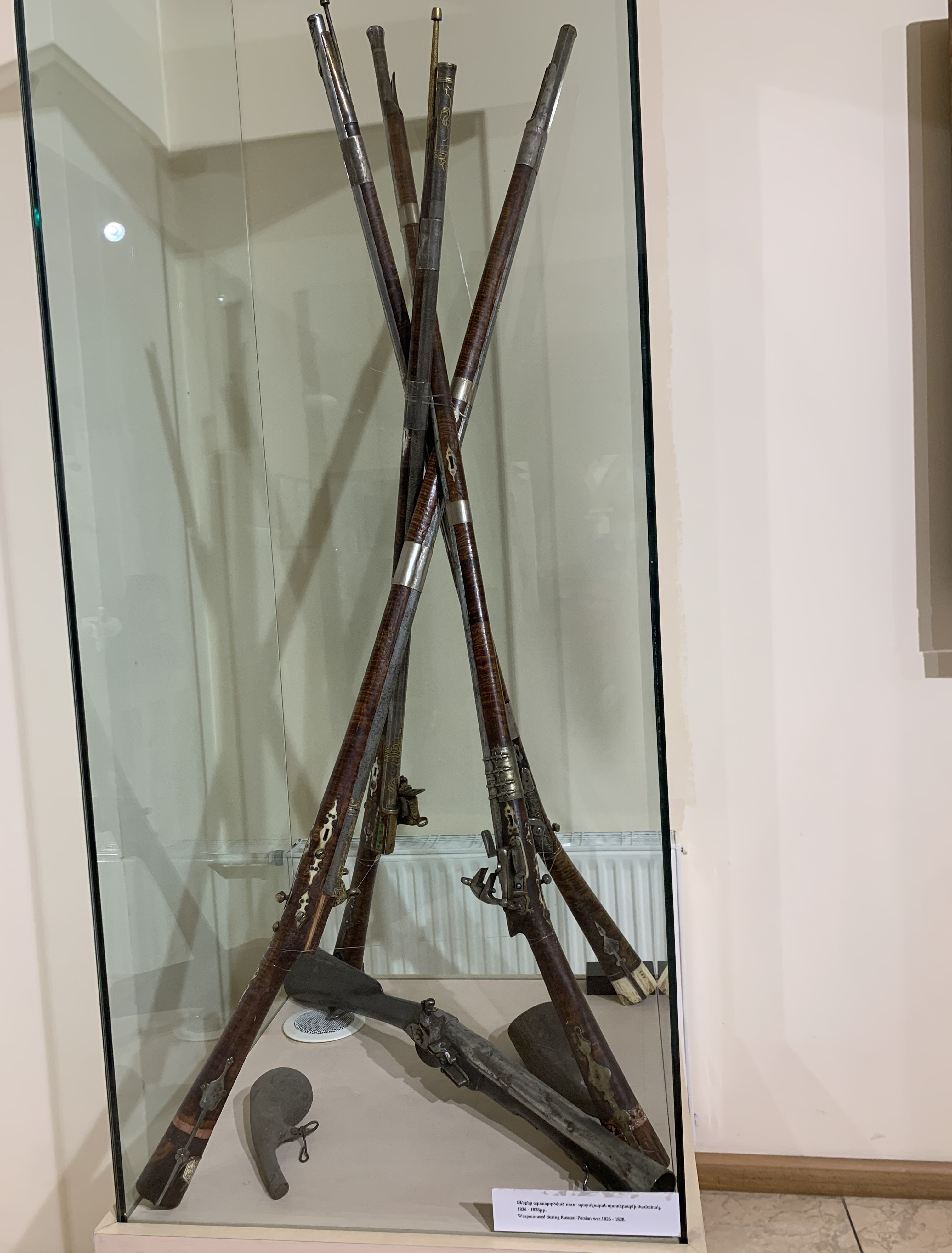
Exposición de un conjunto de fusiles antiguos en el museo de Historia de Ereván

En 2017, el Museo de Historia de Ereván alberga más de 94.000 objetos que representan la cultura local desde la antigüedad hasta nuestros días. Las colecciones de arqueología, etnografía, numismática, bellas artes, registros escritos y fotografía, guardadas en el museo, cuentan una vívida historia sobre el pasado y el presente de la capital y su gente. Hay tres exposiciones científicas del museo, que han recogido, estudiado y mostrado objetos que destacan la historia de Ereván. 

## Consejo científico
El consejo científico ha incluido a los siguientes miembros:
Arquitectos:
- Alexander Tamanian
- Toros Toramanian
- N. Bouniatian
- M. Mazmanian

Pintores: 
- Martiros Saryan
- G. Gyurdjian
- Taragros

Escultores: 
- A. Sargsian

Científicos:
- Stepan Lisitsyan
- Y. Shahazyz
- A. Barkhoudarian
- B. Arakelian
- T. Hakobian

## Salas de exposición
La inauguración de la exposición principal del museo tuvo lugar el 3 de abril de 2007, en la que estuvieron presentes el presidente de la República de Armenia, Robert Kocharian, el Alcalde de Ereván, Yervand Zakharian, y otros altos funcionarios. La exposición principal del museo consta de tres partes. 